# Sam Merrill

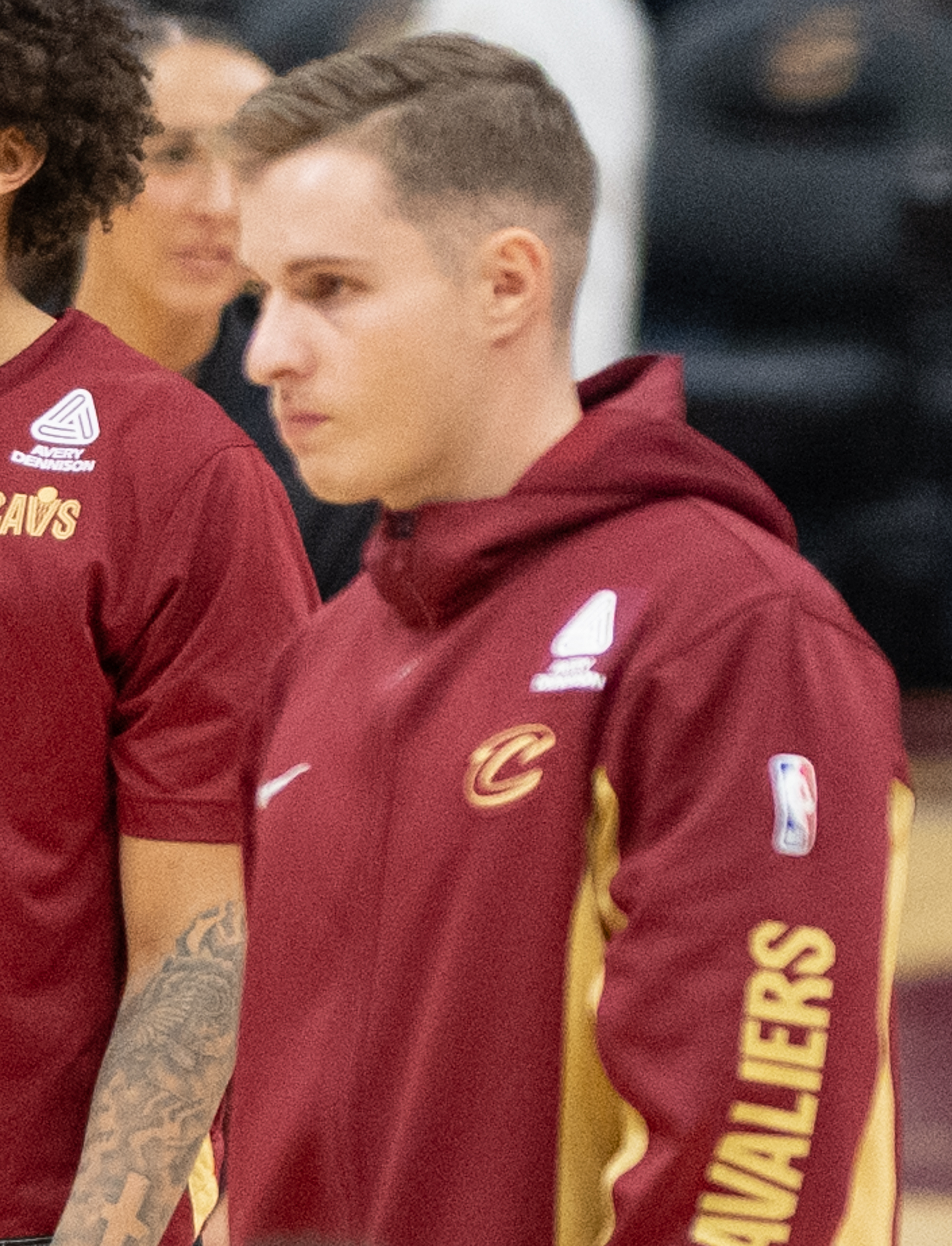
Sam Merrill, 2023.

Samuel Hoskins "Sam" Merrill, född 15 maj 1996 i Albuquerque i New Mexico, är en amerikansk professionell basketspelare (SG) som spelar för Cleveland Cavaliers i National Basketball Association (NBA). Han har tidigare spelat för Milwaukee Bucks och Memphis Grizzlies.
Merrill var med och vinna NBA-mästerskapet med Milwaukee Bucks för säsongen 2020–2021.
Han draftades av New Orleans Pelicans i andra rundan i 2020 års draft som 60:e spelare totalt.
Innan Merrill blev proffs studerade han vid Utah State University och spelade för deras idrottsförening Utah State Aggies.